# Chef d'état-major de la Défense (Ghana)
Le chef d'état-major de la Défense (CED) est le chef des forces armées du Ghana. Il est ainsi responsable de l'administration et du contrôle et commandement opérationnels de l'armée ghanéenne. Le CDS est membre du Conseil des Forces armées. Ce conseil conseille le président du Ghana sur les questions de politique relative à la défense et réglemente également l'administration des forces armées. Il conseille également le président sur la promotion de tous les officiers au-dessus du grade de lieutenant-colonel ou son équivalent.
Le CDS est nommé par le Président, en consultation avec le Conseil d'État du Ghana.
Le CDS actuel est le vice-amiral Seth Amoama. Il est nommé par le président Akuffo-Addo en janvier 2021.

## Histoire du poste
L'armée ghanéenne est formée après la Seconde Guerre mondiale à partir du Gold Coast Regiment de la Royal West African Frontier Force. Le corps des officiers était alors entièrement européen. Il s'inspire de l'armée britannique. À l’indépendance en 1957, l’officier ghanéen le plus haut gradé était un major. Le major-général AGV Paley a servi comme officier général commandant le régiment d'infanterie du Ghana qui avait succédé au Gold Coast Regiment entre 1957 et 1959. Ce poste était en fait équivalent à celui de commandant de l'armée puisqu'il n'y avait ni force aérienne ni marine.
Le poste de chef d'état-major de la Défense est créé pour la première fois en 1959 après la formation de la marine ghanéenne et de l'armée de l'air ghanéenne. Le major-général Henry Alexander est nommé premier CDS, bien qu'il ait également doublé le poste de commandant de l'armée du Ghana. Depuis 1961, les postes de commandant de l'armée et de CDS sont distincts. Le premier CDS ghanéen natif était le général de division SJA Otu.